# Linia sukcesji tronu Monako
Władca Monako nosi tytuł księcia Monako. Monakijski tron jest dziedziczny i od wieków należy do dynastii Grimaldich.

## Zasady dziedziczenia
Kwestię dziedziczenia monakijskiego tronu reguluje zapis w Konstytucji Księstwa Monako, ustanowiony dnia 2 kwietnia 2002 roku przez księcia Rainiera III.
Według tego dokumentu, nowy władca powoływany jest wówczas, gdy dotychczasowy umrze lub abdykuje. Pierwsze miejsca w linii sukcesji zajmują dzieci władcy zrodzone z prawego łoża, starsze przed młodszymi, a mężczyźni przed kobietami.
Jeżeli władca nie posiadał legalnych potomków, tron obejmuje jeden z jego młodszych braci lub siostra (zaczynając od najstarszej), i ich prawowici potomkowie.
W przypadku, gdy osoba, która powinna zajmować pierwsze miejsce w liście sukcesji, nie żyje bądź zrzekła się praw do tronu (przed zgonem lub ustąpieniem poprzedniego władcy), prawo dziedziczenia automatycznie przechodzi na jej prawowitych potomków.
Jeśli w tradycyjnej linii sukcesji nie ma osoby, która zostałaby nowym władcą, jest on wybierany spośród dalszych krewnych rodziny Grimaldich. Dzieje się to z udziałem Rady Koronnej i Rady Regencyjnej. Do czasu wyboru następcy władza sprawowana jest przez Radę Regencyjną. Tron może odziedziczyć jedynie osoba posiadająca monakijskie obywatelstwo w dniu śmierci lub ustąpienia poprzedniego rządzącego.
Funkcję księcia lub księżnej Monako może objąć wyłącznie osoba, która ukończyła osiemnasty rok życia.
Pierwsza osoba na liście sukcesji nosi tytuł dziedzicznego księcia lub dziedzicznej księżnej Monako (od 2014 Jakub Grimaldi, syn księcia Alberta II).
Dziecko urodzone w związku pozamałżeńskim może zostać wpisane do linii sukcesji monakijskiego tronu, jeżeli jego rodzice wstąpią w dynastyczny związek małżeński. Nieślubne dziecko nie może zostać wpisane do linii, jeżeli w czasie jego narodzin przynajmniej jedno z jego rodziców pozostawało w małżeństwie z inną osobą.
Zgodnie z tymi przepisami, po wstąpieniu na tron kolejnego władcy, który nie jest bratem lub siostrą poprzednika, linia sukcesji ulega skróceniu.
Wcześniejsze wersje Konstytucji Księstwa Monako przewidywały dziedziczenie tronu przez prawowitych potomków władcy, również tych adoptowanych. Na liście sukcesji znajdowali się wówczas tylko descendenci panującego. W 2002 książę Rainier dokonał jednak korekt, biorąc pod uwagę stan kawalerski swojego 47-letniego następcy, który nie założył jeszcze wówczas swojej rodziny i nie miał legalnych dzieci. Gdyby Albert wstąpił na tron przy obowiązujących starych przepisach, prawa dziedziczenia straciłyby jego siostry i linia sukcesji byłaby pusta. Książę Rainier usunął również zapisek o obejmowaniu tronu przez dzieci adoptowane.

## Linia sukcesji monakijskiego tronu
1. Jakub, markiz Baux, ur. 10 grudnia 2014, syn Alberta II, księcia Monako i Charlene, księżnej Monako
2. Gabriela, hrabina Carladès, ur. 10 grudnia 2014, córka Alberta II, księcia Monako i Charlene, księżnej Monako
3. Karolina, księżna Hanoweru, ur. 23 stycznia 1957, córka Rainiera III, księcia Monako i Grace, księżnej Monako
4. Andrea Casiraghi, ur. 8 czerwca 1984, syn księżniczki Karoliny i Stefana Casiraghi
5. Aleksander Casiraghi, ur. 21 marca 2013, syn Andrei Casiraghi i Tatiany Casiraghi
6. Maksymilian Casiraghi. ur. 19 kwietnia 2018, syn Andrei Casiraghi i Tatiany Casiraghi
7. India Casiraghi, ur. 12 kwietnia 2015, córka Andrei Casiraghi i Tatiany Casiraghi
8. Pierre Casiraghi, ur. 5 września 1987, syn księżniczki Karoliny i Stefana Casiraghi
9. Stefan Casiraghi, ur. 28 lutego 2017, syn Pierre'a Casiraghi i Beatrice Casiraghi
10. Franciszek Casiraghi, ur. 21 maja 2018, syn Pierre'a Casiraghi i Beatrice Casiraghi
11. Charlotte Casiraghi, ur. 3 sierpnia 1986, córka księżniczki Karoliny i Stefana Casiraghi
12. Baltazar Rassam, ur. 23 października 2018, syn Charlotte Casiraghi i Dimitri Rassama
13. księżniczka Aleksandra z Hanoweru, ur. 20 lipca 1999, córka Karoliny, księżnej Hanoweru i Ernesta Augusta V, księcia Hanoweru
14. księżniczka Stefania z Monako, ur. 1 lutego 1965, córka Rainiera III, księcia Monako i Grace, księżnej Monako
15. Ludwik Ducruet, ur. 26 listopada 1992, syn księżniczki Stefanii i Daniela Ducruet
16. Wiktoria Ducruet, ur. 4 kwietnia 2023, córka Ludwika Ducruet i Marii Ducruet
17. Paulina Ducruet, ur. 4 maja 1994, córka księżniczki Stefanii i Daniela Ducruet.

### Dalsza linia sukcesji
Lista przedstawia dalszych krewnych rodu Grimaldich. Niektórzy z nich zajmowali w przeszłości miejsce w linii sukcesji monakijskiego tronu, ale utracili je po śmierci księcia Rainiera III w 2005 (linia ulega wówczas skróceniu do rodzeństwa i potomków rodzeństwa nowego panującego).
1. Krystian de Massy, ur. 17 stycznia 1949, syn Antoinette, baronowej Massy i Alexandre Noghes
2. Antoni de Massy, ur. 15 stycznia 1997, syn Krystiana de Massy i Cecylii Gelabale
3. Letycja de Brouwer, ur. 16 maja 1971, córka Krystiana de Massy i Marii Quintany
4. Sylwester de Brouwer, ur. 2008, syn Letycji de Brouwer i Tomasza de Brouwer
5. Róża de Brouwer, ur. 2008, córka Letycji de Brouwer i Tomasza de Brouwer
6. baron Jan Taubert Natta, ur. 3 czerwca 1974, syn Elżbiety de Massy i barona Bernarda Taubert Natta
7. baron Melchior Taubert Natta, ur. 2009, syn barona Jana Taubert Natta i Zuzanny Chrimes
8. Melania de Massy, ur. 18 stycznia 1985, córka Elżbiety de Massy i Mikołaja Costello
9. Sebastian Knecht de Massy, ur. 24 sierpnia 1971, syn Krystyny de Massy i Karola Knecht
10. Krystyna Knecht de Massy, ur. 2000, córka Sebastiana Knecht de Massy i Donatelli di Guevarra Fabri
11. Aleksja Knecht de Massy, ur. 2001, córka Sebastiana Knecht de Massy i Donatelli di Guevarra Fabri
12. Wiktoria Knecht de Massy, ur. 2007, córka Sebastiana Knecht de Massy i Donatelli di Guevarra Fabri
13. Andrea Knecht de Massy, ur. 2008, córka Sebastiana Knecht de Massy i Donatelli di Guevarra Fabri